# God Says No
Albums de Monster Magnet
Powertrip
(1998) Monolithic Baby!
(2004)
Singles
1. Head Explodes
Sortie : 2001
2. Silver Future
Sortie :  2000

God Says No est le cinquième album du groupe de stoner rock américain Monster Magnet. Il est sorti en octobre 2000 en Europe et le 10 avril 2001 aux États-Unis et a été produit par Dave Wyndorf et Matt Hyde.

## Historique
Cet album fut enregistré principalement dans le studio The Warehouse à Vancouver au Canada. La chanson Medicine qui figure sur la version américaine de l'album est un titre qui a déjà paru sur l'album Spine of God (1991). Il fut enregistré au studio Warehouse et aux studios Sound City Recording de Van Nuys en Californie. Le titre bonus, Silver Future fut enregistré à New York aux studios Clinton.
Cet album fut le premier enregistré avec le guitariste Phil Caivano mais aussi le dernier avec la section rythmique Joe Calandra (basse) / Jon Kleiman (batterie) présente depuis 1990. Il est aussi le dernier album pour la maison de disques A&M Records.
L'album est d'abord sorti en Europe avant de sortir aux États-Unis (avril 2001). Sur la version américaine le titre Down in the Jungle est remplacé par le titre Medicine. Tous les titres de l'album ont été composés par Dave Wyndorf.
Il se classa à la 153e place du Billboard 200 aux États-Unis. En Europe il eut un certain succès se classant à la 17e place des charts suédois et allemands.

### Informations sur le contenu de l'album
- Silver Future et Heads Explode sont également sortis en singles
- Heads Explode figure sur la bande son du film Dracula 2001 de Patrick Lussier (2000)
- Silver Future figure sur la bande son du film d'animation Heavy Metal 2000 (1999)

## Liste des titres
- Tous les titres sont signés par Dave Wyndorf

| Version européenne 1. Melt - 5:44 2. Heads Explode - 3:48 3. Doomsday - 3:48 4. God Says No - 4:29 5. Kiss of the Scorpion - 4:01 6. All Shook Out - 4:16 7. Gravity Well - 3:20 8. My Little Friend - 4:12 9. Queen of You - 6:30 10. Down in the Jungle - 4:49 11. Cry - 7:23 12. Take It - 2:53 13. Silver Future (titre bonus) - 4:58 14. I Want More (titre bonus UK) - 3:51 | Version US 1. Melt - 5:44 2. Heads Explode - 3:48 3. Doomsday - 3:48 4. Medicine - 3:52 5. God Say No - 4:29 6. Kiss of the Scorpion - 4:01 7. All Shook Out - 4:16 8. Gravity Well - 3:20 9. My Little Friend - 4:12 10. Queen of You - 6:30 11. Cry - 7:23 12. Take It - 2:53 13. Silver Future (titre bonus)- 4:58 |

## Musiciens
Monster Magnet
- Dave Wyndorf :chant, guitare, claviers
- Ed Mundell :guitare, guitare solo
- Phil Caivano :guitare
- Joe Calandra :basse
- Jon Kleiman :batterie

Musiciens additionnels
- Vince Jones: claviers
- Matt Hyde: claviers, programmation des claviers
- Phil Western: programmation de la batterie, synthétiseurs
- Jim McGillveray: percussions

## Charts
Charts album
| Pays        | Durée du classement | Meilleur classement | Date             |
| ----------- | ------------------- | ------------------- | ---------------- |
| Allemagne   | 4 semaines          | 17e                 | 13 novembre 2000 |
| États-Unis  | 1 semaine           | 153e                | 28 avril 2001    |
| Royaume-Uni | 1 semaine           | 94e                 | 18 novembre 2000 |
| Suède       | 4 semaines          | 17e                 | 9 novembre 2000  |

Charts singles
| Single        | Chart                  | Durée du classement | Position | Date         |
| ------------- | ---------------------- | ------------------- | -------- | ------------ |
| Silver Future | Mainstream Rock Tracks | 14 semaines         | 15e      | 10 juin 2000 |
| Head Explodes | Mainstream Rock Tracks | 11 semaines         | 26e      | 7 avril 2001 |